# 日本のアルミニウム製錬
本項では、日本におけるアルミニウム製錬の歴史について述べる。1934年（昭和9年）に、現在の昭和電工に当たる企業が長野県大町市で日本初のアルミ製錬を開始し、最盛期には自由主義諸国の中ではアメリカ合衆国に次いで2位の生産量を誇ったが、1973年と1979年の、2度に渡るオイルショックによる電力価格高騰を受け急激に衰退し、唯一操業を続けていた静岡市清水区の日本軽金属蒲原製造所も2014年3月末でアルミ製錬から撤退した。

## 第一次世界大戦前後
1886年に、アメリカのチャールズ・マーティン・ホールとフランスのポール・エルーがホール・エルー法を発明。1888年には、オーストリアの化学者、カール・ヨーゼフ・バイヤーが酸化アルミニウム（アルミナ）の製造法であるバイヤー法を発明し、これらが現在においてもアルミニウム製造技術の基礎となっている。記録に残るアルミ地金の商業生産は、1890年には年間180トンであったが1898年には5000トンを超え、1906年には15000トンに達した。1900年に発行された『アルミニウム世界誌(Aluninium World)』によると、当時の用途は台所用品や装飾品、船舶・航空用品、医療器具、瓶のふたなどであったが、1914年に第一次世界大戦が開戦すると軍用品としての需要が急激に増加した。
軍用航空機に使用されるアルミニウムの需要の拡大を見込み、1916年3月に、肝付兼行海軍中将を社長として日本軽銀製造株式会社が設立された。「白粘土からアルミナを製造する方法」の特許を持つ、北海道庁の竹島安太郎技師を迎え入れ、年間にアルミナ400トン、アルミ地金200トンの生産を目標として事業化が行われたが、アルミナ・地金とも純度が低く、1917年5月に閉鎖された。その後、藤田組（のちの同和鉱業の母体）系列の大阪亜鉛鉱業が事業を引き継ぎ、同社の名古屋工場でアルミナを製造。1918年10月に、長野県大町に開設された電解工場で約10トンのアルミ地金が製造されたが、アルミナの品位や電極などの不良により純度が要求された水準に達せず、失敗に終わっている。

## 日本のアルミ製錬の始まり
1926年6月15日、第1次若槻内閣の片岡直温商工大臣により、三井鉱山・三菱鉱業・住友鉱山・藤田鉱業・古河鉱業・大成化学の6社からなる「アルミニウム工業促進協議会」が設立された。片岡の「東京渡辺銀行が破綻した」との失言により若槻内閣は崩壊し、「アルミニウム工業促進協議会」は解散。1930年7月に「アルミニウム製造事業諮問委員会」として復活するが、その間に古河電工・東海電極・大成化学により「三社アルミニウム協議会」が設立された。三社アルミニウム協議会は日本アルミニウム・シンジケートを経て、日本アルミニウム株式会社に発展し、1936年11月より台湾の高雄でアルミ地金の生産を開始している。
森矗昶が主宰する森コンツェルンの中核である日本電気工業は、千曲川の水利権を使用して発電事業を行う東信電気の低廉な電力を活用してアルミ製錬事業への進出を決断した。1933年3月に長野県大町に敷地を購入し、昭和アルミニウム工業所を開設。同年8月には電解炉のライニングを完了。横浜市神奈川区恵比須町には、同年に日本アルミナ横浜工場が建設された。原料には石原産業が調達した、マレーシアジョホール州産のボーキサイトを使用している。両社は1934年1月に日本沃度に統合され、同年3月に日本電気工業に社名変更。1939年に昭和肥料と合併し、昭和電工となった。
住友財閥とアルミニウム産業とのかかわりは、1898年より住友伸銅所が大阪砲兵工廠の軍用品の生産を請け負ったことに始まる。住友は、1929年に兵庫県飾磨の浅田明ばん製造の浅田平蔵が開発した、明礬石から製造したアルミナを原料とするアルミ製錬を目指し、1934年6月30日に、住友合資34.4%、住友伸銅25%、住友肥料製造15%、浅田25%の出資により住友アルミニウム製錬株式会社を設立。1935年末には愛媛県新居浜市に製錬工場を完成させたが、浅田が所有していた朝鮮の玉埋山の明礬石の埋蔵量が乏しかったこともあり、1936年半ばまでアルミナが供給されず、その後も海軍省から「住友のアルミニウムは航空機用ジュラルミンに適さない」との烙印を押されたことから、1937年からボーキサイトを原料とするバイヤー法に転換した。同じ1937年には、日本曹達高岡工場がアルミナの製造とアルミニウムの製錬を開始している。住友化学、昭和電工など化学メーカーが事業主体となることが多かったが、住友法の場合は化学肥料の原料となる硫酸カリウムが副産物として得られる理由もあった。
1939年には、既存のアルミ製錬会社の反対の中、日本軽金属株式会社設立。東京電燈502890株、古河電工500000株で、この2社の合計が総株数200万株の半数を占めた。東京電燈傘下の富士川電力と、大井川上流の水力発電の電力の利用を考えていたが、逓信省や日本発送電の承諾が得られず、新潟にも工場を建設して阿賀野川の電力も使用することとなった。

## 第二次世界大戦
1936年11月11日に満州国特殊法人第1号として、南満州鉄道や満州政府の出資により撫順市に満州軽金属製造株式会社設立。1943年12月に軍需省はアルミニウム年産70万トンの計画を掲げたが、電力や電極の調達難に加え、ボーキサイト輸送船への潜水艦攻撃により到底実現困難であった。増産を目指し、満州軽金属は安東省に設備を増設することが決まっていたが、実現前に敗戦を迎える。
ハリー・S・トルーマンアメリカ合衆国大統領は、日本に対する戦勝を前にした1945年4月に特別賠償委員会を組織し、カリフォルニアの石油会社社長で民主党の資金集めをしていたエドウィン・ポーリーを委員長に任命した。ポーリーは「日本の財閥の過剰な能力を早急に奪い取るべきだ」と大統領に進言する。1947年1月、陸軍長官のロバート・ポーター・パターソンは、コンサルタント会社のクリフォード・ストライク(Clifford Strike)を長とする調査団を日本に派遣。ストライクは、「ポーリーの案は日本の経済を再起不能にするものだ」と勧告。この結果、アルミニウム生産設備など多くが賠償の対象から外された。
戦前のアルミニウム産業は航空機をはじめとする軍需を最大の得意先としていたが、戦後の主要な用途は高度な品質が要求されない日用品に移り、航空機のスクラップや戦時在庫の放出もあり、需要は低調となった。業界が半年分の在庫に当たる1万トンの在庫を抱え苦戦していたところに朝鮮戦争勃発。朝鮮特需により状況は一変し、日本軽金属の純利益は1949年度の2億5千万円から、1950年度には11億3千万円と4倍以上に達した。特需が終わった後も、日本国内の需要は堅調に推移した。

## 高度成長期からオイルショック
昭和電工は1962年末と1963年末に千葉県市原町（現・市原市）に第1・第2製錬工場を開設。3回に渡り炉を増設したのち、1969年に、道路を隔てた古河鉱業の所有地を譲り受け、1970年に第3・第4製錬工場の操業を開始した。1974年3月に第5製錬工場の起工式を行ったが、オイルショックの後であり、先行きの見通しから建設は中止された。1969年には昭和電工大分コンビナートの隣接地にアルミナ60万トン・アルミ地金30万トンの一貫工場と火力発電所の建設を計画したが、具体化しないまま1971年2月に断念した。これに代わり、広島県福山市の箕島地区にアルミ地金34万トンの製錬工場と火力発電所を計画したが、第二水俣病の被告企業ということもあり、県から計画が却下され、断念している。
三菱化成工業は1963年5月に直江津工場の通電式を行ったのち、4度の増設を経て1968年10月に全面完成し、16万トンの生産能力を持った。新潟県は、都道府県単位のアルミ生産量では日本軽金属新潟工場とあわせて日本一となり、県の指導でアルミニウム振興協会が設立された。直江津工場は1966年3月に株式会社化成直江津の社名で分離したのち、1969年8月に三菱化成に再統合、三菱軽金属株式会社を設立し、1976年4月にアルミ部門を分離した。三菱軽金属は香川県坂出市に生産能力20万トン、A棟～D棟の4棟からなる工場を建設した。しかし4棟同時に稼働したことはなく、全く稼働しないまま除却した設備もあった。1981年9月に直江津工場を再び株式会社化成直江津の社名で分離、同年10月に会社解散。坂出工場は1983年2月に菱化軽金属工業株式会社を設立して分離したのち1988年3月に解散した。これには、「三菱」の社名が付いたままでは解散させることができないという配慮があった。直江津工場は、現在は三菱ケミカルハイテクニカ株式会社 上越テクノセンターの名称で、建屋を活用したレンタル工場となっている。
三井グループは、三井三池炭鉱から生じる微粉炭の有効活用を図るため火力発電所を建設し、その電力を活用してアルミ製錬に進出する計画を立てた。先発4社の反対の中、1968年1月に三井アルミニウム工業を設立・翌年5月にはアルミナ部門の三井アルミナ製造を設立した（1982年に三井アルミニウム工業と合併）。1970年に、大牟田市の三池港に近い臨海部にアルミナ・製錬一貫の三池工場の操業を開始した。三池工場は1987年3月に製錬を終了し、その後設立された九州三井アルミニウム工業により鋳造事業が行われていたが、2015年10月に三井グループを離れ、KMアルミニウムに社名を変更している。
住友金属工業系列で圧延事業を行っていた住友軽金属工業は、1970年に山形県酒田市の工業団地に製錬・圧延の一貫工場の進出を計画。これに対し住友化学工業は「住友グループは1業種1社の原則があり、製錬は住化、圧延は住軽で分担していたがこれが崩れること。また、住化は愛媛県東予市（現・西条市）に工場の建設を計画しており、設備が過剰となること」から強硬に反対した。調整の結果、住軽40%、住化30%、住友金属鉱業15%、住友銀行・住友信託銀行・住友商事各5%の出資で、1973年1月に住軽アルミニウム工業株式会社を設立。しかし、1977年1月に第1期分の製錬工場が稼働したものの、圧延工場と第2期製錬工場は建設されないまま1982年5月に操業を終了、会社は解散した。製錬用の電力供給を目的として、東北電力と折半出資で酒田共同火力発電が設立されたが、1987年7月より東北電力100%出資となっている。住友化学工業は、1973年3月に富山工場の第3期工事を完成させたが、運転開始を一部繰り延べた。1975年には、住友東予アルミニウム製錬株式会社により世界最大のプリベーグ式電解炉を採用した東予工場の操業を開始したが、大部分の設備が操業できずにいた。1976年7月に、住友化学のアルミニウム製錬部門を分離して住友アルミニウム製錬株式会社を設立。住友東予アルミニウム製錬とあわせた生産能力は41万4千トンで日本国内最大、世界でも7位の規模を誇った。1979年3月には名古屋工場の全設備と富山工場の一部設備を休止。1981年には住友アルミニウム製錬と住友東予アルミニウム製錬を統合。1982年3月には磯浦工場、1984年12月には東予工場の操業を停止。1986年7月には日本国内でのアルミ製錬からの撤退を決断し、同年10月に富山工場の操業を停止して12月に会社を解散した。
1972年に、福井県三国町で、古河電工とアルミニウム圧延部門を持つ神戸製鋼所の2社が製錬工場の進出を計画。競願状態となったが、神鋼は翌年に進出を断念している。

## 日本のアルミニウム製錬の終焉
1973年度のアルミ地金の日本国内の内需量は世界第2位の167万トンに達した。アルミ地金の日本国内の生産量がピークに達したのは、6社14工場体制となった1978年度で、アメリカ合衆国に次いで西側諸国で第2位の164万トンに達した。1973年のオイルショックでは、それまで1バレル2ドル程度だった原油価格が1973年度平均で4.8ドル、1974年度には11.5ドルまで上昇した。さらに1979年の第2次オイルショックによって、1981年度平均では36.9ドルまで上昇するに至った。これにあわせて電力価格も上昇し、キロワット時あたりの単価は1973年の4円から1974年には8円、1980年には17円まで上昇し、「電気の缶詰」と称されるほど原価に占める電力費の比率の高いアルミ製錬は採算性を失っていった。これに加え、円相場も1973年前半の1ドル308円の固定相場から1978年には180円を突破し、輸入品との競争力も不利になっていった。産業構造審議会は設備廃棄を進め、1977年に125万トン、1978年に110万トン、1981年に70万トン、1984年に35万トン体制にして生き残りを図ったが功を奏せず、企業の自助努力も限界に達した。1987年3月には三井アルミ三池工場操業停止によって、3.5万トンの年間生産能力を有する日本軽金属蒲原工場1か所を残すのみとなった。蒲原工場が生き残ったのは、戦時下の電力統制により、発電部門を別会社としていた昭電や住友の水力発電所が日本発送電に吸収されたのに対し、日軽金は水力発電設備を製錬工場の一部として扱っており、再評価に時間を要したため、買収されず自社に残っていた事情があった。その蒲原工場も、施設の老朽化のため2014年3月末で製錬事業から撤退。日本のアルミニウム製錬事業80年の歴史の幕を下ろした。数兆円に及ぶ設備投資はわずかな期間に失われたが、化成直江津直江津工場の製錬設備は中国の寧夏回族自治区青銅峡市、昭和軽金属千葉工場の製錬設備は中国の甘粛省白銀市の工場に売却された。昭和電工社長の鈴木治雄は、座談会において「アルミは安い水力発電がないとだめだ。日本で製錬を行うのは北海道でサトウキビを作るようなもので、国の政策の良し悪しではない」と述べている。

## 日本国内のアルミニウム製錬所一覧

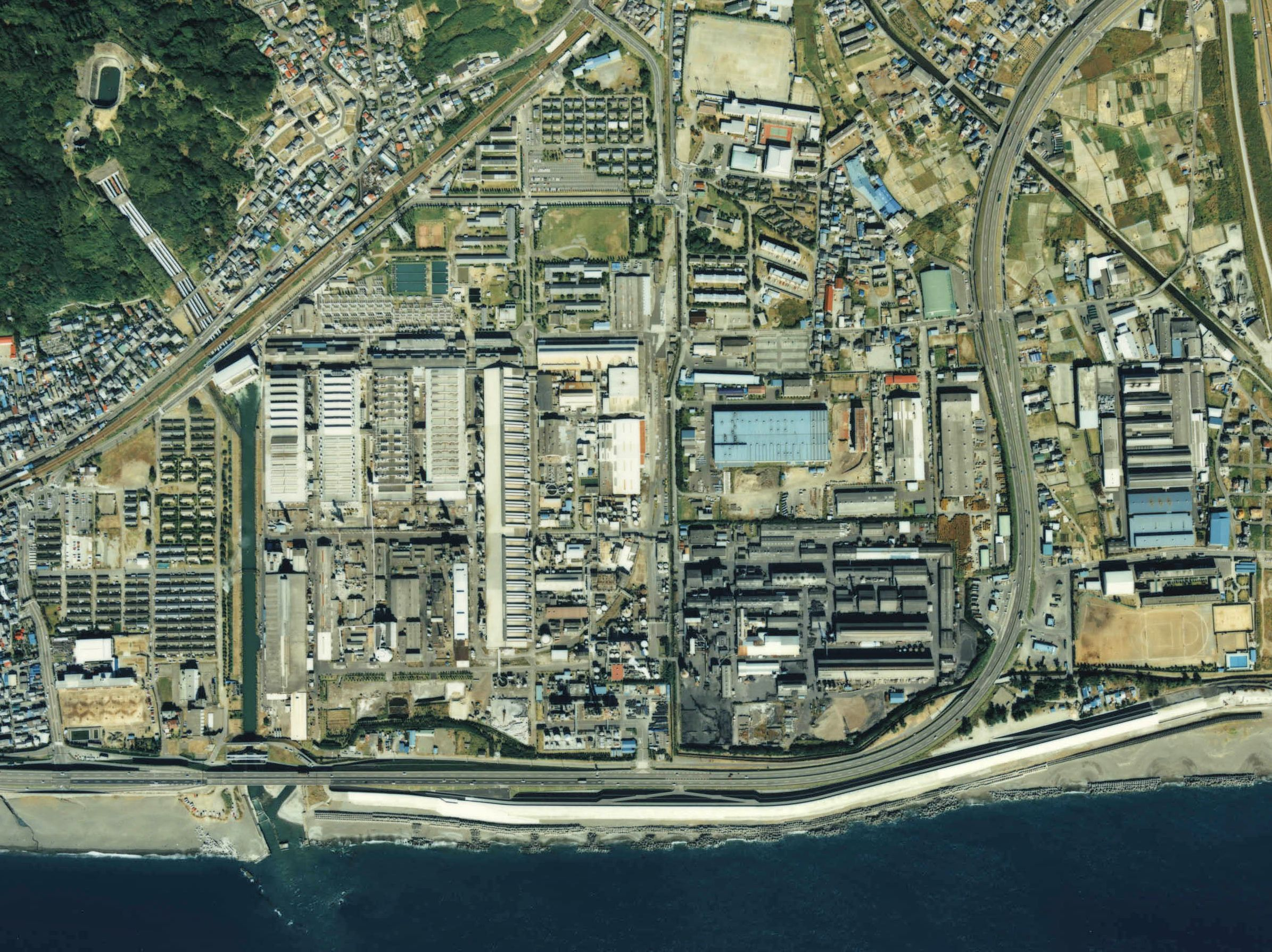
日本軽金属蒲原工場の航空写真。1988年。

操業開始順。トン数は、年間最高生産能力。所在地は2015年現在の市町村名。
- 昭和電工大町工場（長野県大町市。4.3万トン。1934年1月-1982年6月）北緯36度29分25.5秒 東経137度51分43.3秒
- 住友化学愛媛工場菊本地区（愛媛県新居浜市。7.2万トン。1936年2月-1975年3月）北緯33度58分55秒 東経133度16分59.5秒
- 日本曹達高岡工場（富山県高岡市。1937年-????年）
- 昭和電工喜多方工場（福島県喜多方市。2.9万トン。1943年12月-1982年9月）北緯37度38分30.8秒 東経139度52分1.8秒
- 日本軽金属蒲原工場（静岡県静岡市清水区。9.5万トン。1940年10月-2014年）北緯35度70分10.28秒 東経138度38分52.52秒
- 日本軽金属新潟工場（新潟県新潟市。14.8万トン。1941年1月-1980年12月）北緯37度58分20.4秒 東経139度12分56.2秒
- 住友化学名古屋工場（愛知県。5.3万トン。1961年8月-1979年3月）
- 昭和電工→昭電千葉アルミニウム→昭和軽金属 千葉工場（千葉県市原市。17万トン。1962年11月-1986年2月）
- 三菱化成工業→三菱軽金属工業→化成直江津 直江津工場（新潟県上越市。16万トン。1963年5月-1981年10月）北緯37度10分26.1秒 東経138度16分26.7秒
- 住友化学磯浦工場（愛媛県新居浜市。7.9万トン。1967年4月-1982年3月）
- 日本軽金属苫小牧工場（北海道苫小牧市。13.4万トン。1969年10月-1985年4月）北緯42度38分39.8秒 東経141度39分1秒
- 住友化学富山工場（富山県。17.8万トン。1970年2月-1986年9月）北緯36度45分48.8秒 東経137度6分13.5秒
- 三井アルミニウム工業 三池工場（福岡県大牟田市。16.4万トン。1970年9月-1987年3月）北緯33度0分25.6秒 東経130度24分29.1秒
- 三菱化成工業→三菱軽金属→菱化軽金属 坂出工場（香川県坂出市。19.2万トン。1971年10月-1987年2月）北緯34度20分33.8秒 東経133度49分55.5秒
- 住友東予アルミニウム→住友アルミニウム製錬 東予工場（愛媛県西条市。9.9万トン。1975年4月-1984年12月）
- 住軽アルミニウム工業酒田工場（山形県酒田市。9.9万トン。1977年1月-1982年5月）

このほか、1945年時点には日満アルミ富山工場、東北振興郡山工場、国際軽銀富山工場の小規模な生産設備があった。